# Terapia adyuvante
Terapia adyuvante, también conocida como terapia coadyuvante, tratamiento adyuvante o tratamiento coadyuvante, es una terapia que se administra además de la terapia o tratamiento primario o inicial para maximizar su eficacia. Las cirugías y los complejos regímenes de tratamiento utilizados en la terapia del cáncer han hecho que el término se utilice principalmente para describir los tratamientos adyuvantes del cáncer. Un ejemplo de este tipo de terapia adyuvante es el tratamiento adicional que suele administrarse tras una cirugía en la que se ha extirpado toda la enfermedad detectable, pero en la que sigue existiendo un riesgo estadístico de recaída debido a la presencia de enfermedad no detectada. Si tras la cirugía queda enfermedad conocida, el tratamiento posterior no es técnicamente adyuvante.
Un adyuvante utilizado por sí solo se refiere específicamente a un agente que mejora el efecto de una vacuna. Los medicamentos utilizados para ayudar a los medicamentos primarios se conocen como adyuvantes.

## Terapia neoadyuvante
La terapia neoadyuvante, a diferencia de la terapia adyuvante, se administra antes del tratamiento principal. Por ejemplo, la terapia sistémica para el cáncer de mama que se administra antes de la extirpación de una mama se considera quimioterapia neoadyuvante. La razón más común de la terapia neoadyuvante para el cáncer es reducir el tamaño del tumor para facilitar una cirugía más eficaz.
En el contexto del cáncer de mama, la quimioterapia neoadyuvante administrada antes de la cirugía puede mejorar la supervivencia de las pacientes. Si no hay células cancerosas activas en un tejido extraído del sitio del tumor después de la terapia neoadyuvante, los médicos clasifican un caso como "respuesta patológica completa" o "RPC". Aunque se ha demostrado que la respuesta al tratamiento es un importante factor predictivo de los resultados, la comunidad médica aún no ha llegado a un consenso sobre la definición de RPC en los distintos subtipos de cáncer de mama. Sigue sin estar claro si la RPC puede utilizarse como criterio de valoración sustitutivo en los casos de cáncer de mama.

## Historia
El término "terapia adyuvante", derivado del término latino adjuvāre, que significa "ayudar". Fue acuñado por primera vez por Paul Carbone y su equipo del Instituto Nacional del Cáncer en 1963. En 1968, el National Surgical Adjuvant Breast and Bowel Project (NSABP) publicó los resultados del ensayo B-01, el primer ensayo aleatorizado que evaluó el efecto de un agente alquilante adyuvante en el cáncer de mama. Los resultados indicaron que la terapia adyuvante administrada después de la mastectomía radical inicial "disminuyó significativamente la tasa de recurrencia en mujeres premenopáusicas con cuatro o más ganglios linfáticos axilares positivos. "
La teoría en ciernes de utilizar terapias adicionales para complementar la cirugía primaria fue puesta en práctica por Gianni Bonadonna y sus colegas del Instituto Tumori de Italia en 1973, donde realizaron un ensayo aleatorizado que demostró resultados de supervivencia más favorables si acompañaban el uso de Ciclofosfamida Metotrexato Fluorouracilo (CMF) tras la mastectomía inicial. 
En 1976, poco después del histórico ensayo de Bonadonna, Bernard Fisher de la Universidad de Pittsburgh inició un ensayo aleatorizado similar que comparaba la supervivencia de las pacientes con cáncer de mama tratadas con radiación tras la mastectomía inicial con las que sólo recibieron la cirugía. Sus resultados, publicados en 1985, indicaban una mayor supervivencia sin enfermedad para el primer grupo.